# خوسيه رويز (متسابق يخت)
خوسيه رويز (بالإسبانية: José Ruiz)‏ هو متسابق يخت فنزويلي، ولد في 22 يناير 1980.

## وصلات خارجية
- خوسيه رويز على موقع أوليمبيديا (الإنجليزية)